# Pałac w Radomiłowie
Pałac w Radomiłowie (niem. Schloss Thielau) – zabytkowy pałac w Radomiłowie – wsi  w Polsce, w województwie dolnośląskim, w powiecie lubińskim, w gminie Rudna.

## Historia
W 1905 majątek nabyła rodzina von Ballestrem pochodząca z Sabaudii w południowo-wschodniej Francji. Wówczas dla hr. Aleksandra von Ballestrema (1874-1937), 
żonatego z Franciszką von Wolkenstein-Trostburg (1889-1971), wybudowano pałac w stylu późnego neobaroku z elementami secesji. W półkolistym frontonie znajduje się herb von Ballestremów z dewizą  w j. łac. Nulla me terrent (Niczego się nie boję). Obiekt wyremontowany w XXI w. przez prywatnego właściciela jest częścią zespołu pałacowego, w skład którego wchodzi jeszcze park.

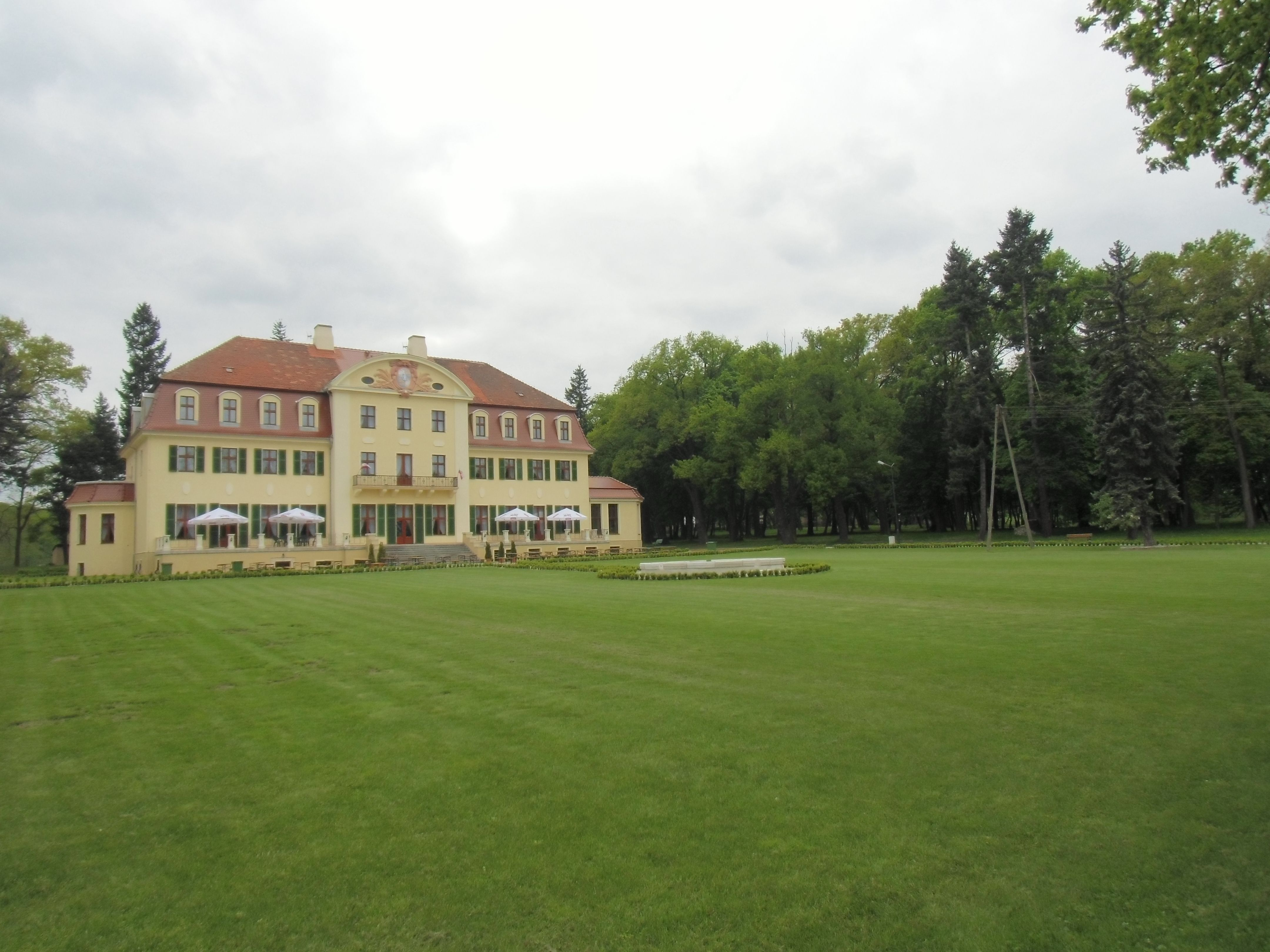
Fronton z herbem von Ballestrem
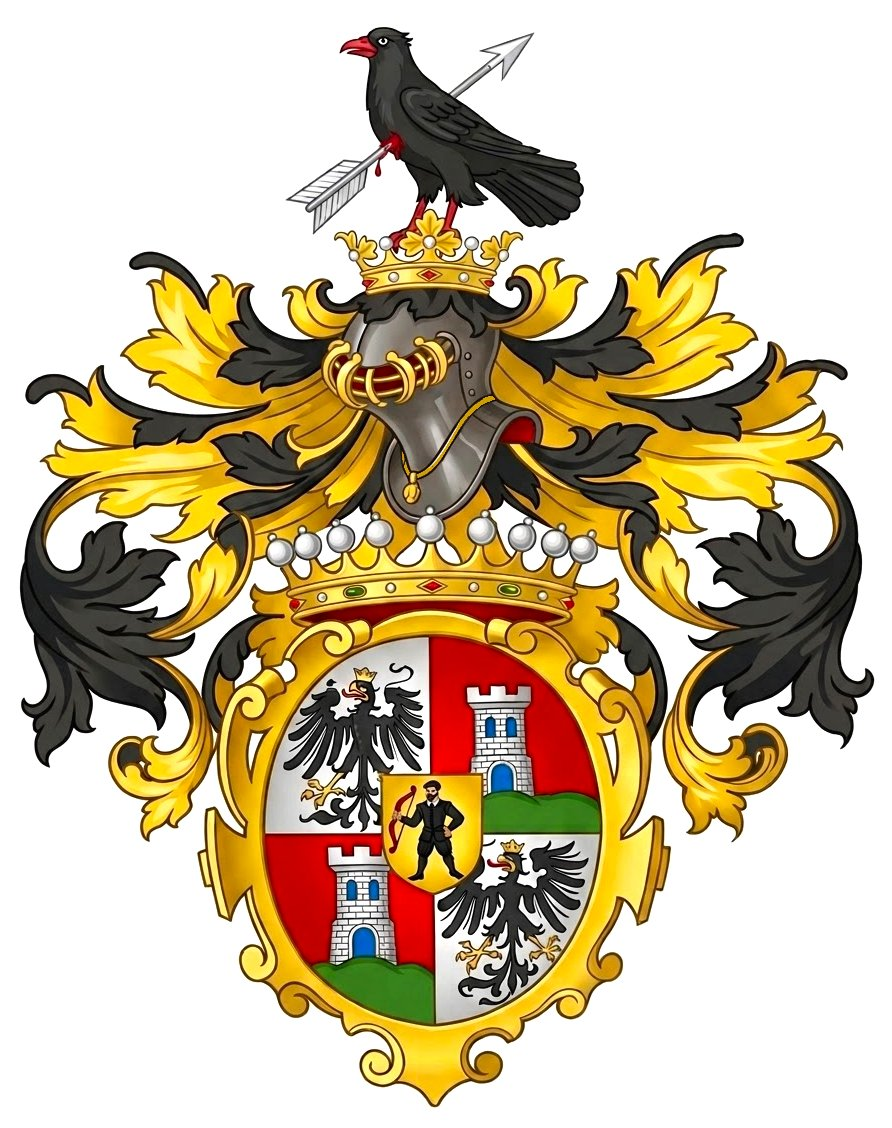
Herb von Ballestrem